# Полонський деканат
Полонський деканат — один з 8 католицьких деканатів Кам'янець-Подільської дієцезії Римо-Католицької церкви в Україні.

## Парафії

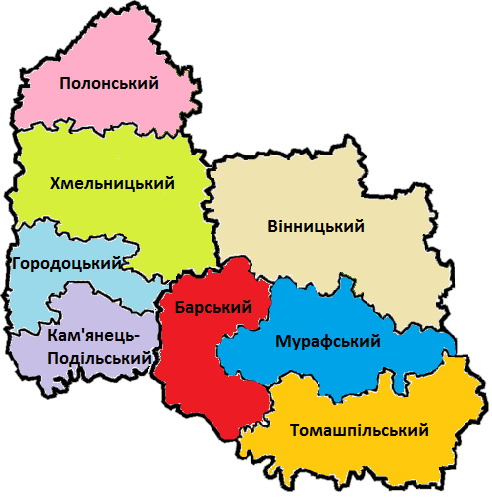
Карта деканатів Кам'янець-Подільської дієцезії

- Берездів — Парафія Непорочного зачаття Діви Марії
- Білогір'я — Парафія Святого Вікентія Паллотті
- Буртин — Парафія Ченстоховської Матері Божої
- Ганнопіль — Парафія Найсвятішого Серця Господа Ісуса
- Городище — Парафія Фатимської Матері Божої
- Городнявка — Парафія Святого Зигмунта Гораздовського
- Ізяслав — Парафія Святого Йосипа
- Ямпіль — Парафія Преображення Господнього
- Кунів — Вознесення Пресвятої Діви Марії і Святого Архангела Михаїла
- Мала Радогощ — Парафія Найсвятішого Серця Господа Ісуса
- Марачівка — Парафія Божого Милосердя
- Нетішин — Парафія Ченстоховської Матері Божої
- Новоселиця — Парафія Фатимської Матері Божої
- Пашуки — Парафія Скорботної Матері Божої
- Полонне — Парафія Святої Анни[1]
- Понінка — Парафія Милості Божої
- Славута — Парафія Святої Дороти
- Цмівка — Парафія Преображення Господнього
- Черніївка — Парафія Непорочного зачаття Діви Марії
- Шепетівка — Парафія Воздвиження Хреста Господнього
- Жуків — Парафія Всіх Святих